# Pivot (basket-ball)
Pour les articles homonymes, voir Pivot (sport).
Au basket-ball, le pivot (en anglais : center) ou intérieur est le joueur situé le plus près du panier quand le jeu est en place. C'est l'un des cinq postes traditionnels, et c'est celui qui effectue l'entre-deux (ou jumpball en anglais, au début du match, quand les deux pivots se mettent en face-à-face et l'arbitre lance la balle en l'air).
Le pivot est généralement le joueur le plus grand (mais aussi le plus lent) de son équipe. Ce poste est appelé ainsi car, étant la plupart du temps placé très près du panier, il doit souvent pivoter après avoir reçu le ballon pour se retrouver en direction du panier. Son rôle est généralement d'utiliser sa taille et sa masse physique pour marquer des paniers à courte distance, et empêcher les joueurs de l'équipe adverse de s'approcher de son propre panier. Pour correctement se mettre en place, sa taille imposante peut faire peur aux adversaires, mais il doit avoir une très bonne habileté pour éviter les risques de perte de balles lors des lay-up, tirs et la réception de la passe.
Dans le basket-ball moderne de haut-niveau, la plupart des pivots mesurent plus de 2,05 m — certains atteignent 2m29 comme le Chinois Yao Ming (2,29m) — et pèsent plus de 100 kg.

## Un poste très prisé

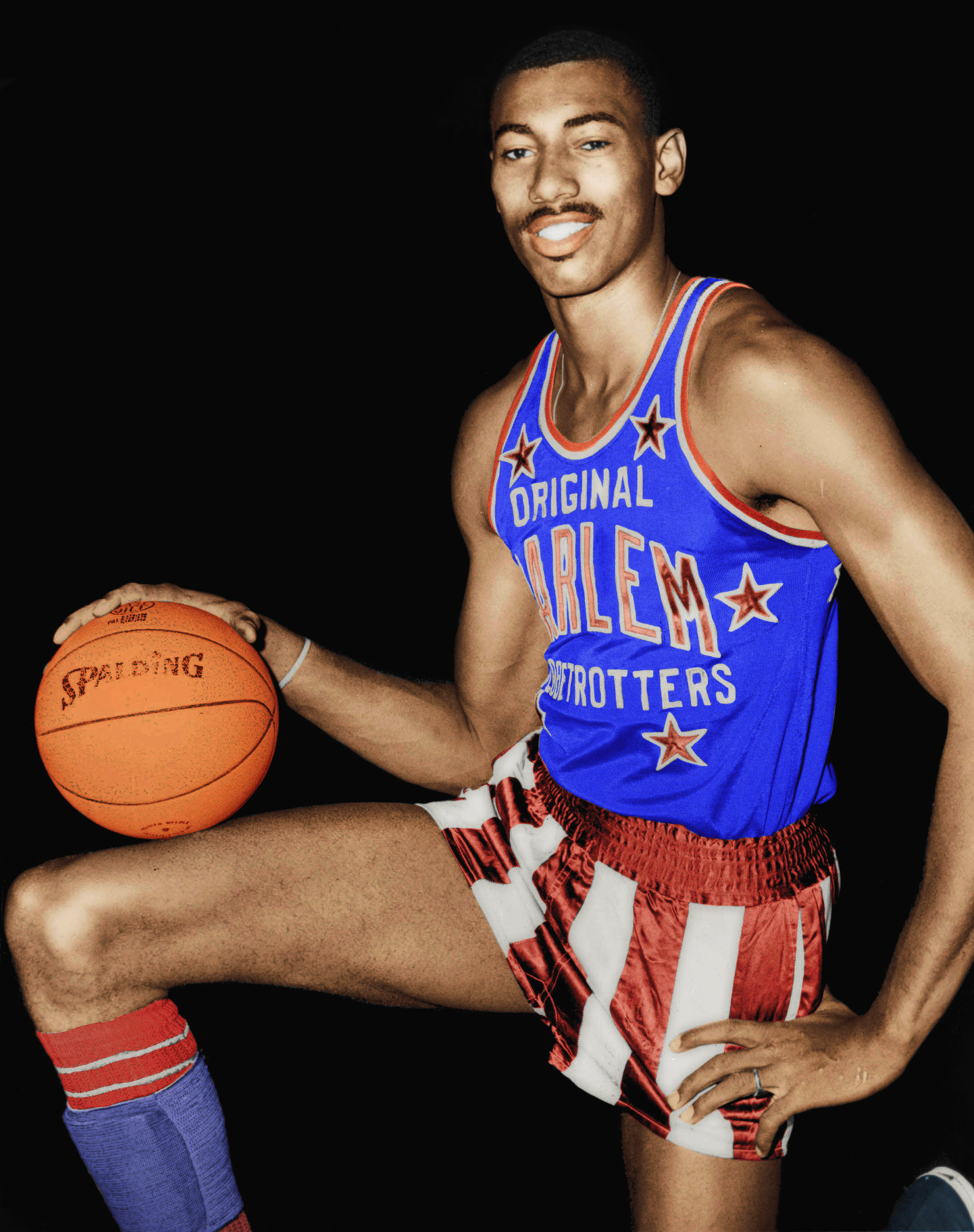
Wilt Chamberlain, pivot légendaire de NBA, sous le maillot des Harlem Globe Trotters.

Dans les années 1980, la National Basketball Association (NBA) devient l'antre des pivots, à l'époque on considère même qu'une équipe ne peut gagner un titre sans un bon pivot.
Les Celtics de Boston avec Bill Russell (années 1960), les 76ers de Philadelphie et les Lakers de Los Angeles avec Wilt Chamberlain (années 1960), les Lakers avec Kareem Abdul-Jabbar (années 1970 et 1980), les Spurs de San Antonio avec David Robinson (années 1990), les Rockets de Houston avec Hakeem Olajuwon (années 1990), les Knicks de New York avec Patrick Ewing (années 1990), le Magic d'Orlando, les Lakers de Los Angeles, le Heat de Miami avec Shaquille O'Neal (années 1990/2000) s'imposeront ainsi parmi les meilleures équipes. Parmi tous les titres de NBA Most Valuable Player décernés aux joueurs de la NBA, ce sont les pivots les plus titrés, 24 trophées leur ayant été décernés (à l'issue du trophée 2014).
Cette recherche d'un pivot dominateur conduit à une surreprésentation de ce poste dans le premier choix des drafts NBA, souvent source de désillusion (Pervis Ellison, Michael Olowokandi, Kwame Brown…). Les Bulls avaient déjà mis à mal la légende du pivot joueur indispensable, en récupérant Michael Jordan au troisième choix de la draft derrière deux pivots (si Olajuwon mérite son rang avec deux titres, ce n'est pas le cas du no 2 Sam Bowie). Les Bulls remportent six titres en l'absence de pivot dominant. Plus tard, les Golden State Warriors remporteront le titre suprême avec un starting five sans pivot majeur.
Un club comme les Lakers de Los Angeles a une culture de pivots dominants : quatre pivots faisant partie des meilleurs de l'histoire ont évolué aux Lakers : George Mikan, Wilt Chamberlain, Kareem Abdul-Jabbar et Shaquille O'Neal.

## Pivots célèbres

### Américains

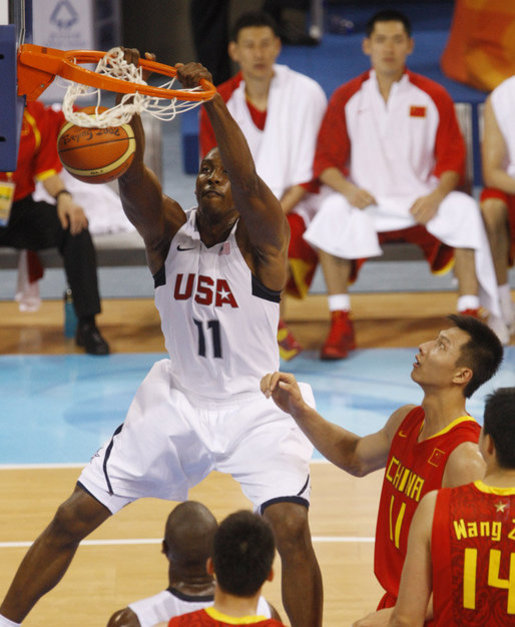
Dwight Howard aux J.O. 2008.

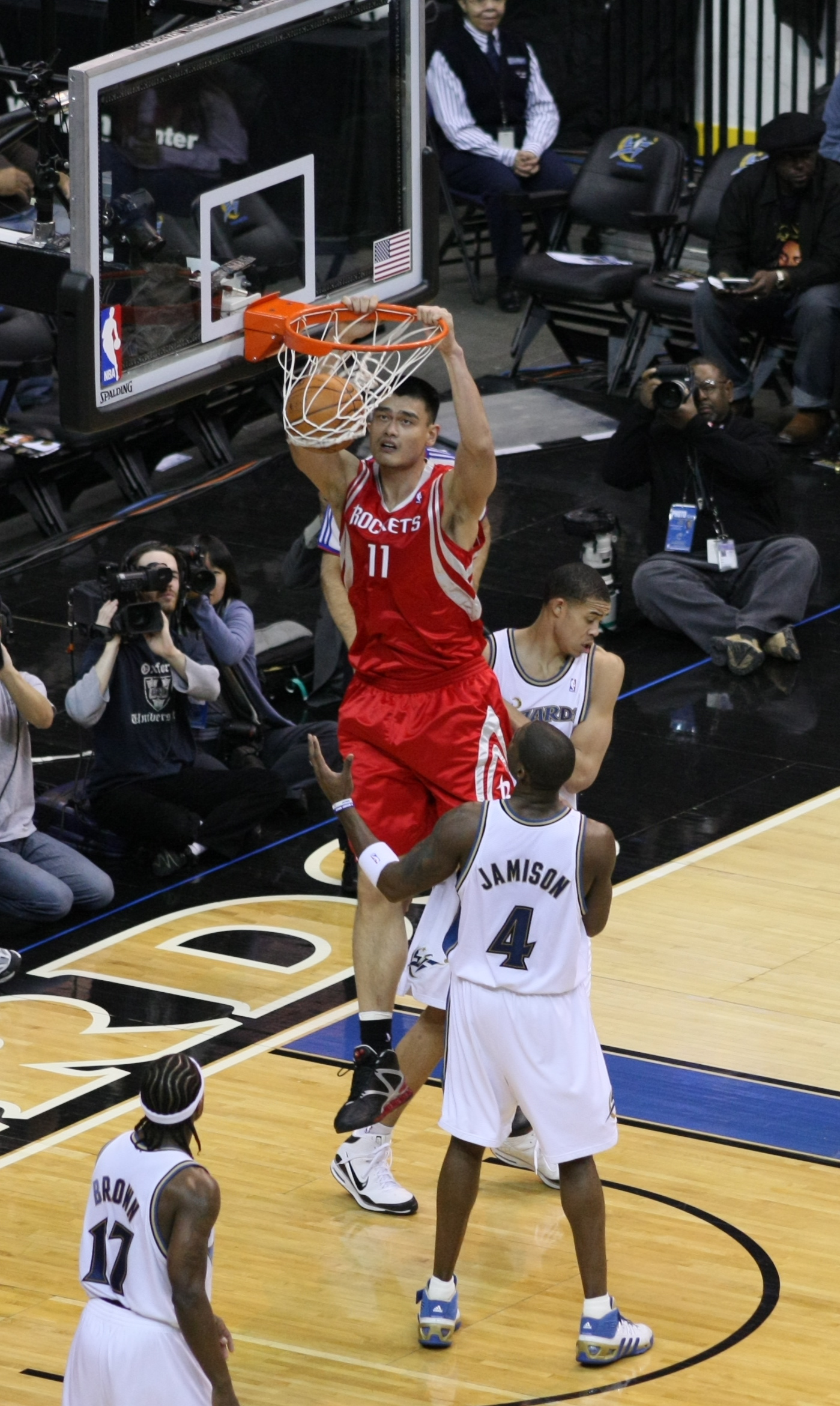
Yao Ming au dunk.

- Kareem Abdul-Jabbar
- Wilt Chamberlain
- Hakeem Olajuwon
- Patrick Ewing
- Moses Malone
- George Mikan
- Shaquille O'Neal
- David Robinson
- Bill Russell
- Bill Walton
- Dwight Howard
- Alonzo Mourning

### Autres
- Manute Bol
- Krešimir Ćosić
- Vlade Divac
- Joel Embiid
- Dikembe Mutombo
- Arvydas Sabonis
- Rik Smits
- Yao Ming
- Pau Gasol
- Marc Gasol
- Youssoupha Fall
- Rudy Gobert
- Nikola Jokić
- Alperen Şengün

### Féminines

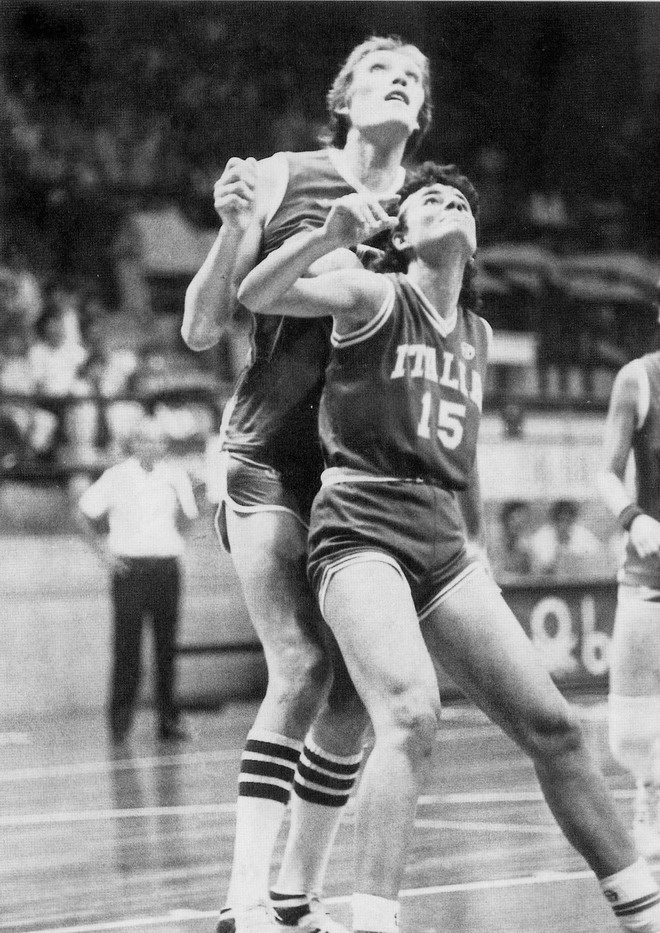
Uļjana Semjonova.

- Alessandra Santos de Oliveira
- Małgorzata Dydek
- Isabelle Fijalkowski
- Lisa Leslie
- Rebecca Lobo
- Élisabeth Riffiod
- Uļjana Semjonova
- Maria Stepanova
- Ziyu Zhang